# Elisir del prete
L'Elisir del prete è un liquore composto da un infuso a base di erbe, radici e alcool.

## Storia
Si hanno notizie sin dall'Ottocento, quando veniva descritto per le sue virtù digestive. Veniva considerato alla stregua di un medicinale per i benefici effetti che procurava.

## Caratteristiche del prodotto
È un infuso concentrato di vari vegetali, lasciati macerare in una miscela di alcool e acqua. Filtrato più volte viene distillato fino ad ottenere una gradazione di circa 50°.
È consumato come correttivo del caffè, oppure diluito in acqua calda e dolcificato con zucchero. Più recentemente si hanno testimonianze di una domanda il 17 ottobre 1927 a cura dell'"Ing. F. Simoni, Brevetti d'invenzione" di Torino verso il Ministero dell'Economia nazionale di Roma, per tutelare un elisir il cui marchio venne originariamente depositato il 10 febbraio 1891.
Dopo vari brevetti, attualmente l'Elisir del Prete, è di proprietà della Albergian di Pragelato che ne ha rinnovato il brevetto nel 1993.

## Materiali e attrezzature
Le varie fasi di produzione vengono effettuate in contenitori di norma in acciaio inox, successivamente la commercializzazione del prodotto finale avviene in bottiglie di vetro da 70 cl.